# 카포나타

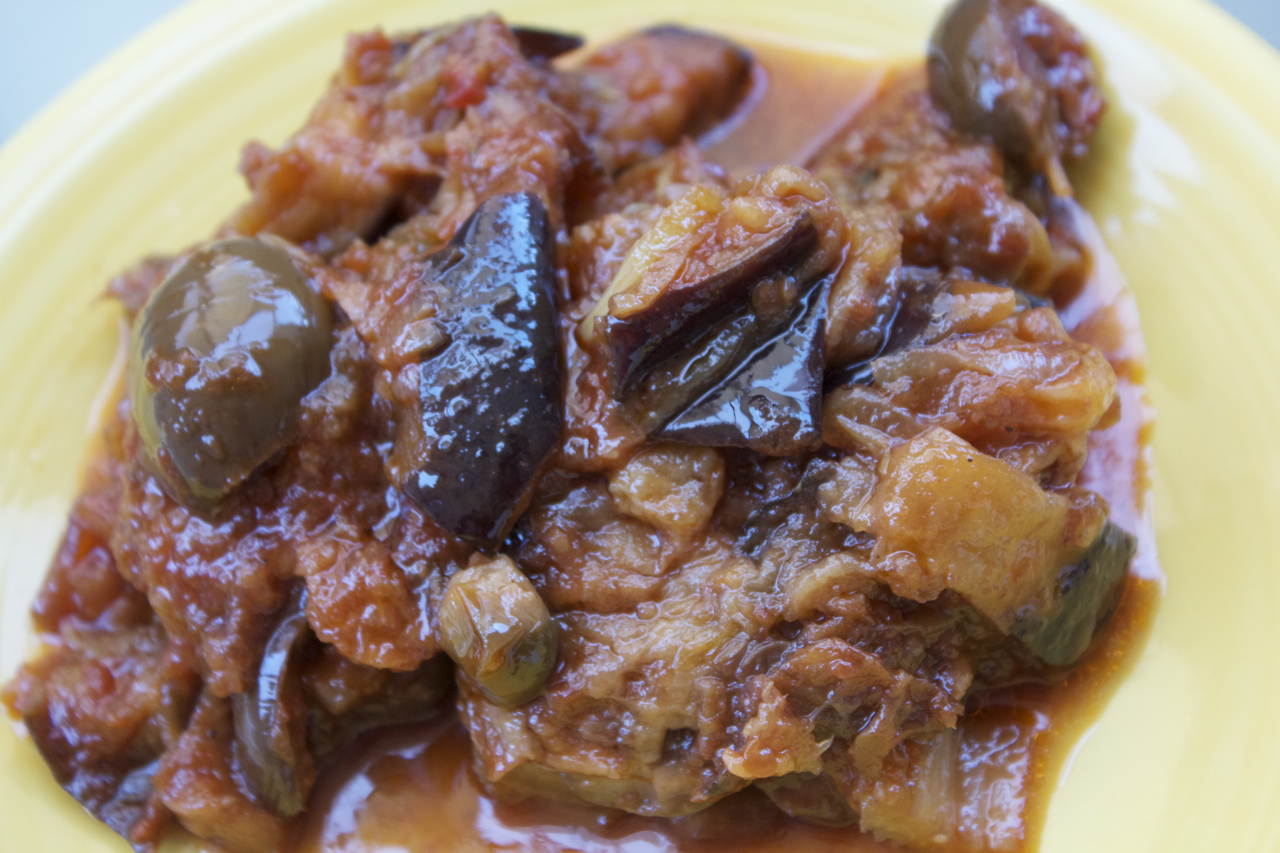
카포나타

카포나타(이탈리아어: caponata) 또는 카푸나타(시칠리아어: capunata)는 시칠리아 요리의 한 종류인 가지 요리로 시칠리아를 대표한다. 잘라서 튀긴 가지와 감식초로 간을 한 샐러리, 케이퍼 등을 함께 조리하여 만든다.
여러 종류의 카포나타가 있으며 당근, 풋고추, 올리브, 감자 등을 넣기도 한다. 남부의 팔레르모 시에서는 문어를 넣는데 귀족들이 먹었던 음식에는 랍스타나 청어를 넣고 아스파라거스, 새우 등을 함께 조리했다.
오늘날 카포나타는 해물요리 전에 먹는 사이드디시이며 에피타이저로 쓰이기도 한다. 1700년대부터 정찬 요리의 일종으로도 쓰였다. 나폴리에서 먹는 카포나타는 cianfotta이다.

## 어원
어원은 정확히 알려져 있지 않지만 카탈루냐어에서 유래됐다는 설과 항해자들의 선술집을 뜻하는 단어 caupone에서 유래했다는 설이 있다.

## 같이 보기
- 라타투유